# 周定后
周定后（?—?），是东周第9代天子周定王的王后，姜姓。前603年，周朝派子服到齐国向齐惠公求婚。齐国答应后，周定王派召桓公迎接王后。